# Euplexia azyga
Euplexia azyga är en fjärilsart som beskrevs av George Francis Hampson 1908. Euplexia azyga ingår i släktet Euplexia och familjen nattflyn. Inga underarter finns listade i Catalogue of Life.